# Kraftwerk Masinloc
Das Kraftwerk Masinloc ist ein Kohlekraftwerk in der Stadtgemeinde Masinloc, Provinz Zambales, Philippinen, das am Eingang zur Bucht von Oyon liegt. Die installierte Leistung beträgt derzeit (Stand Juli 2022) 1,019 (bzw. 1,025) GW. Damit ist Masinloc eines der leistungsstärksten Kohlekraftwerke auf den Philippinen.

## Kraftwerksblöcke
Das Kraftwerk besteht gegenwärtig aus drei Blöcken; zwei weitere Blöcke sind im Bau. Die folgende Tabelle gibt einen Überblick:
| Block | Max. Leistung (MW) | Betriebsbeginn | Turbine | Generator | Dampfkessel | Status     |
| ----- | ------------------ | -------------- | ------- | --------- | ----------- | ---------- |
| 1     | 315, 330           | Juni 1998      | MHI     | Melco     | MHI         | in Betrieb |
| 2     | 344                | Juni 1998      | MHI     | Melco     | MHI         | in Betrieb |
| 3     | 335, 351           | 2020           |         |           |             | in Betrieb |
| 4     | 315                |                |         |           |             | in Bau     |
| 5     | 315                |                |         |           |             | in Bau     |

Das Kraftwerk bestand ursprünglich aus den Blöcken 1 und 2 mit jeweils 300 MW Leistung. Aufgrund mangelhafter Instandhaltung und schlechter Betriebsführung ging die maximale Nettoleistung bis auf zusammen 433 MW zurück. Nachdem AES das Kraftwerk 2008 erworben hatte, wurden verschiedene Maßnahmen zur Effizienzsteigerung unternommen, durch die die Leistung der beiden Blöcke auf zusammen 660 MW gesteigert wurde.
Der Block 3 verwendet superkritische Technologie (Siehe Überkritisches Wasser). Mit dem Bau von Block 3 wurde im März 2016 begonnen; er ging im September bzw. Dezember 2020 in den kommerziellen Betrieb. Die Blöcke 4 und 5 werden ebenfalls superkritische Technologie verwenden; sie sollen 2024 in Betrieb gehen.

## Eigentümer
Das Kraftwerk wurde ursprünglich von der National Power Corporation errichtet und 1998 in Betrieb genommen. Es wurde im April 2008 von der staatlichen Power Sector Assets and Liabilities Management Corp. an AES Philippines zu 91,95 % und International Finance Corporation (IFC) zu 8,05 % verkauft. Im Juni 2014 erwarb die Electricity Generating Public Co. Ltd. (EGCO) 40,95 % von AES und im Juli 2016 8,05 % von IFC.
Im Dezember 2017 gab SMC Global Power Holdings Corp. (SMCGPH), eine Tochter der San Miguel Corporation (SMC) bekannt, dass mit AES und EGCO eine Vereinbarung zum Kauf des Kraftwerks erzielt wurde. Im März 2018 erwarb SMCGPH das Kraftwerk.
Das Kraftwerk ist im Besitz von Masinloc Power Partners Co. Ltd (MPPCL) und wird auch von MPPCL betrieben; MPPCL ist eine Tochter von SMCGPH.

## Sonstiges
Der Kaufpreis betrug 2008 (für Block 1 und 2) 930 Mio. USD und 2017 (für Block 1 bis 3) 1,9 Mrd. USD. Die Investitionskosten für die ursprünglich von AES geplante Erweiterung um Block 3 und 4 werden mit 800 Mio. USD angegeben. Die geschätzten Kosten für die Errichtung von Block 4 werden mit 30 und die für Block 5 mit 43 Mrd. PHP angegeben.